# Coprosma cheesemanii
Coprosma cheesemanii is een plantensoort uit de sterbladigenfamilie (Rubiaceae). Het is een laaggroeiende uitgestrekte struik die een groeihoogte tot 0,5 meter kan bereiken De struik heeft loodrechte grijsachtige takken en dunne donzige twijgen. Aan de takken groeien kleine kortgesteelde blaadjes die olijfgroen van kleur zijn. De bolvormige steenvruchten zijn oranjerood van kleur.
De soort komt voor in Nieuw-Zeeland, zowel op het Noordereiland, het Zuidereiland als op het daar ten zuiden van liggende Stewarteiland. Hij groeit daar van bergachtige tot in sub-alpiene gebieden, tussen 400 en 1500 meter hoogte. De soort wordt aangetroffen in graslanden, te midden van struikgewas en in moerasbossen op permanent vochtige bodems.